# Carmen Aristegui

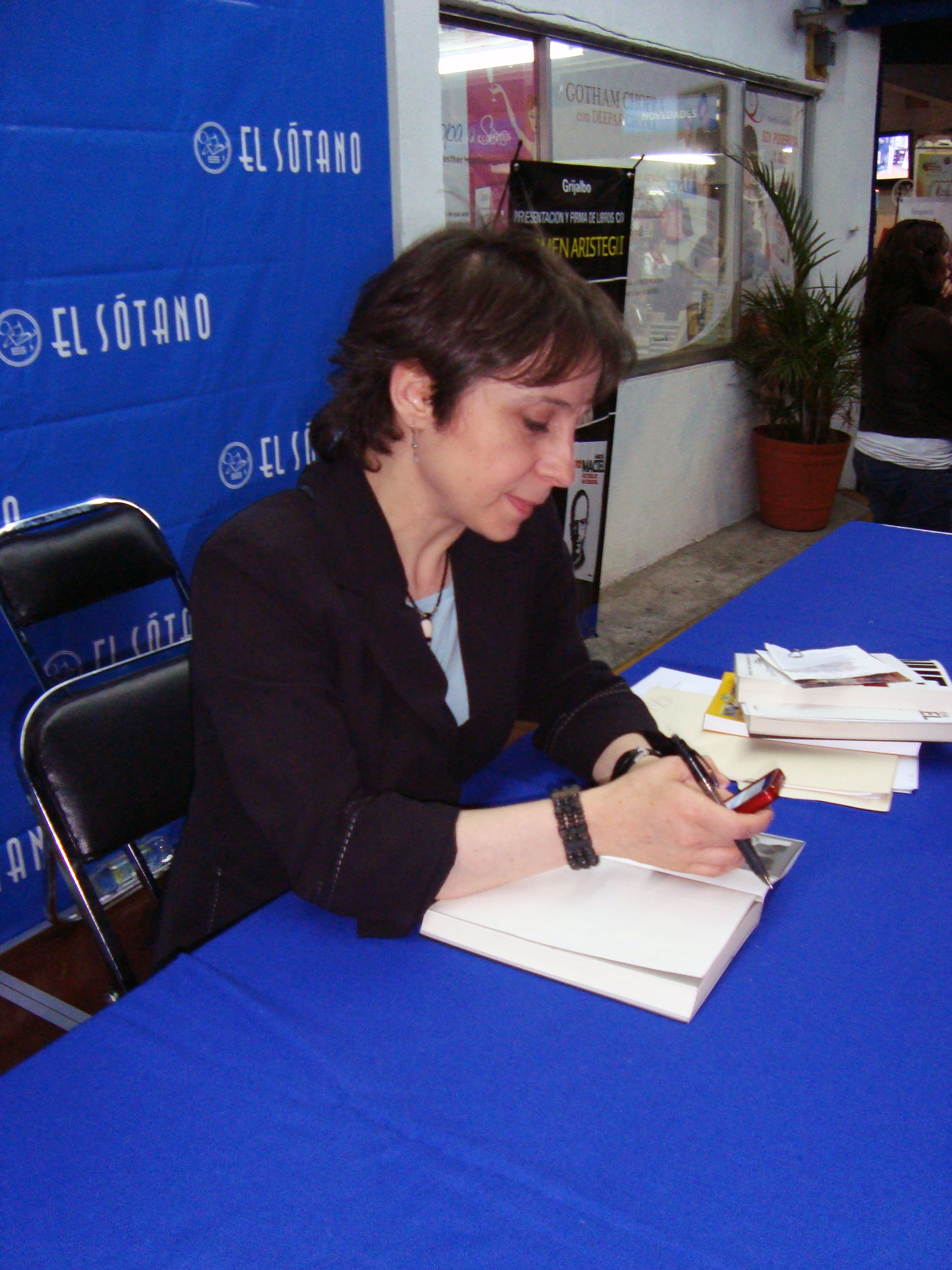
Carmen Aristegui (2011)

María del Carmen Aristegui Flores (* 18. Januar 1964 in Mexiko-Stadt) ist eine der bekanntesten mexikanischen Journalisten und eine Nachrichtensprecherin in Radio und Fernsehen.

## Leben
Ihr Vater kam als Kind während des spanischen Bürgerkriegs nach Mexiko. Sie studierte an der nationalen autonomen Universität von Mexiko und ist seit 1987 Journalistin. Im Februar 1999 brachte sie einen Sohn zur Welt.

## Karriere
Aristegui tritt in verschiedenen Radio- und Fernsehsendungen auf. Seit 2006 macht sie Interviews auf CNN en Español und seit 2013 schreibt sie eine Kolumne für die Tageszeitung Reforma.
Im Februar 2011 machte sie eine mögliche Alkoholabhängigkeit von Präsident Calderón öffentlich, woraufhin sie vom Sender MVS herausgeworfen wurde. Nach breitem öffentlichem Protest wurde sie einige Tage später wieder eingestellt.
Im Jahr 2012 gründete sie die Website AristeguiNoticias.com. Internationale Aufmerksamkeit erregte sie im November 2014 mit ihrer investigativen Recherche zusammen mit Rafael Cabrera, Irving Huerta, Sebastián  Barragán und Daniel Lizárraga über die mexikanische Regierung unter Enrique Peña Nieto, die sie auf dieser Webseite und nicht im Radio oder Fernsehen veröffentlicht. Im März 2015 wurden sie, Lizárraga und Huerta abermals von MVS gekündigt.